# Star Trek 6 : Terre inconnue
Pour les articles homonymes, voir Star Trek (homonymie).
Série Star Trek
Star Trek 5 : L'Ultime Frontière
(1989) Star Trek : Générations
(1994)
Pour plus de détails, voir Fiche technique et Distribution.
Star Trek 6 : Terre inconnue ou Star Trek 6 : La Conquête du nouveau monde au Québec (Star Trek VI: The Undiscovered Country) est un film américain de science-fiction réalisé par Nicholas Meyer et sorti en 1991.
En 2293, Praxis — lune minière et centre principal de production d'énergie de l'empire klingon — explose. Cela met à mal les fondations de l'empire. Un mois plus tard, le chancelier du Haut Conseil klingon, Gorkon, choisit de normaliser les relations avec la Fédération des planètes unies et de mettre fin à une guerre froide de soixante-dix ans. Un mois plus tard, M. Spock, le capitaine Kirk et l'équipage de l'USS Enterprise partent escorter le vaisseau de Gorkon jusqu'au centre de conférence où il doit signer l'accord de paix. Au moment même de leur rencontre, et juste après un repas mémorable et difficile partagé par les deux délégations sur l'Enterprise, des torpilles apparemment tirées du vaisseau de Kirk touchent le vaisseau amiral klingon et le chancelier est abattu par des soldats de Starfleet. Le général Chang, chef des armées de l'empire klingon, accuse Kirk, qu'il fait envoyer en compagnie du docteur McCoy sur la prison de glace Rura Penthe. Spock ne dispose que de quelques jours pour sauver son ami et maintenir la paix menacée par une conspiration « anti-pacifiste ».

## Synopsis
En 2293, le vaisseau spatial USS Excelsior, commandé par le capitaine Hikaru Sulu, découvre que la lune klingonne de Praxis a été détruite dans un accident minier majeur. La perte de Praxis, principal centre de production d'énergie klingon et la pollution et la destruction subséquentes de la couche d'ozone du monde natal des Klingons, Qo'noS, plongent l'Empire Klingon dans la tourmente. Le rétablissement de Qo'noS les obligeant à détourner une part significative de leur ressources militaires, les Klingons ne peuvent plus se permettre une guerre froide avec la Fédération des planètes unies; et le chancelier klingon Gorkon privilégie la paix plutôt qu'une guerre ouverte. Starfleet — malgré les objections de plusieurs officiers de haut rang, dont le capitaine James T. Kirk et l'amiral Cartwright —  envoie l'USS Enterprise-A rencontrer Gorkon et l'escorter aux négociations sur Terre. Le capitaine Kirk, dont le fils David a été assassiné par les Klingons, s'oppose à la conciliation et en veut à la mission.
L'Enterprise et le vaisseau amiral de Gorkon, le Qo'noS Un, se retrouvent et continuent vers la Terre, les deux équipages de commandement partageant un repas tendu à bord de l'Enterprise. Plus tard dans la nuit, l'Enterprise semble tirer des torpilles sur le Qo'noS Un, désactivant sa gravité artificielle. Pendant la confusion, deux hommes portant des combinaisons spatiales Starfleet se téléportent à bord du vaisseau Klingon, tuent deux membres d'équipage Klingons et blessent mortellement Gorkon avant de s'échapper. Kirk se rend pour éviter un conflit armé et se téléporte à bord du Qo'noS Un avec le docteur Leonard McCoy pour tenter de sauver la vie de Gorkon; mais malgré tous leur efforts le chancelier meurt et le chef d'état-major de Gorkon, le général Chang, arrête et fait juger Kirk et McCoy pour son assassinat. Les deux officiers sont reconnus coupables et condamnés à la réclusion à perpétuité sur le planétoïde gelé Rura Penthe. La fille de Gorkon, Azetbur, devient la nouvelle chancelière et poursuit les négociations diplomatiques; pour des raisons de sécurité, la conférence est déplacée et le nouveau lieu est gardé secret. Alors que plusieurs officiers supérieurs de Starfleet veulent sauver Kirk et McCoy, le président de la Fédération refuse de risquer une guerre à grande échelle, même si la Fédération a de bonnes chances de gagner. Azetbur refuse également d'envahir l'espace de la Fédération en représailles du meurtre de son père.
Kirk et McCoy arrivent aux mines de Rura Penthe et se lient d'amitié avec une métamorphe nommée Martia, qui leur offre une voie d'évacuation; en réalité, c'est une ruse pour faire apparaître leurs morts arrangées comme accidentelles. Une fois sa trahison révélée, Martia se transforme en double de Kirk et le combat, mais est tuée par les gardiens de prison pour faire taire tout témoin. Kirk et McCoy sont téléportés à bord de l'Enterprise par le capitaine Spock, qui avait pris le commandement et entrepris une enquête en l'absence de Kirk. Constatant que l'Enterprise n'a pas tiré les torpilles et que les assassins sont toujours à bord, l'équipage a commencé à les rechercher. Les deux assassins, les premiers maîtres Burke et Samno, sont retrouvés morts, tués par un énième complice inconnu. Pour appâter le troisième complice, Kirk et Spock annoncent au navire que les assassins sont toujours vivants et vont être interrogés. Lorsque le coupable arrive à l'infirmerie pour les achever, Kirk et Spock découvrent que le tueur est la protégée de Spock, la lieutenant Valeris. Pour découvrir l'identité des autres conspirateurs, Spock initie une fusion mentale forcée et apprend qu'une cabale de bellicistes de la Fédération, des Klingons et des Romuliens et dirigée par l'amiral Cartwright, le général Chang et l'ambassadeur romulien Nanclus, a conspiré pour saboter les pourparlers de paix. Les torpilles qui ont frappé le croiseur de Gorkon provenaient du navire de Chang qui a la capacité unique de tirer avec ses armes tout en étant masqué.
L'Enterprise et l'Excelsior se précipitent vers Khitomer, le lieu des pourparlers de paix. Le vaisseau masqué de Chang attaque et inflige de lourds dégâts aux deux vaisseaux. À la suggestion d'Uhura, Spock et McCoy modifient une torpille pour se concentrer sur les émissions d'échappement du navire de Chang. L'impact de la torpille révèle l'emplacement de Chang, et les deux vaisseaux de Starfleet détruisent son navire avec une volée de torpilles. L'équipage des deux navires se téléporte à la conférence et contrecarre une tentative d'assassinat contre le président de la Fédération.
Le Starfleet Command ordonne à 'Enterprise de retourner sur Terre pour être déclassée. Kirk décide d'embarquer son navire pour une dernière croisière et note dans son journal qu'un nouveau navire et un nouvel équipage poursuivront leur héritage.

## Fiche technique
- Titre original : Star Trek VI : The Undiscovered Country
- Titre français : Star Trek 6 : Terre inconnue
- Titre québécois : Star Trek 6 : La Conquête du nouveau monde[1]
- Réalisation : Nicholas Meyer
- Scénario : Nicholas Meyer et Denny Martin Flinn, d'après une histoire de Leonard Nimoy, Lawrence Konner et Mark Rosenthal, d'après les personnages créés par Gene Roddenberry
- Musique : Cliff Eidelman
- Direction artistique : Nilo Rodis-Jamero
- Décors : Herman F. Zimmerman
- Costumes : Dodie Shepard
- Photographie : Hiro Narita
- Montage : William Hoy et Ronald Roose
- Production : Steven-Charles Jaffe (en) et Ralph Winter
- Société de production et distribution : Paramount Pictures
- Pays de production :  États-Unis
- Langues originales : anglais, klingon
- Genre : science-fiction
- Format : Couleur - 35 mm - 2,35:1[2] - son Dolby SR
- Durée : 113 minutes
- Dates de sortie[3] :
  - États-Unis : 6 décembre 1991
  - France : 22 juillet 1992
  - Belgique : 23 juillet 1992

## Distribution
- William Shatner (VF : Sady Rebbot) : capitaine James Tiberius Kirk
- Leonard Nimoy (VF : Robert Party) : capitaine Spock
- DeForest Kelley (VF : Jean-Pierre Delage) : Dr Leonard McCoy
- James Doohan (VF : Georges Aubert) : commandant Montgomery Scott
- Walter Koenig (VF : Vincent Violette) : commandant Pavel Chekov
- George Takei (VF : Patrick Guillemin) : capitaine Hikaru Sulu
- Nichelle Nichols (VF : Laure Moutoussamy) : commandante Nyota Uhura
- Kim Cattrall (VF : Laurence Crouzet) : lieutenant Valeris, timonier de l'USS Enterprise et protégée de Spock
- Christopher Plummer (VF : Gabriel Cattand) : général Chang, chef d'état-major de l'empire klingon
- David Warner (VF : Jean-Pierre Moulin) : chancelier Gorkon de l'empire klingon
- Rosanna DeSoto (VF : Denise Metmer) : chancelière Azetbur de l'empire klingon
- Kurtwood Smith (VF : Philippe Peythieu) : président de la Fédération
- Leon Russom (VF : Hervé Caradec) : amiral de la flotte William "Bill" Smillie, commandant en chef de Starfleet
- Mark Lenard (VF : Mario Santini) : ambassadeur Sarek de la Fédération des planètes unies
- Brock Peters (VF : Gérard Rinaldi) : amiral Cartwright
- Grace Lee Whitney (VF : Anne Ludovik) : officier de communication de l'USS Excelsior
- John Schuck (VF : Pierre Baton) : ambassadeur Kamarag de l'empire klingon
- Michael Dorn (VF : Benoît Allemane) : colonel Worf
- Iman : Martia (sous sa forme « humaine »)
- Robert Easton (VF : Jean Michaud) : juge Klingon
- William Morgan Sheppard (VF : Jean Violette) : commandant Koth, directeur de la prison de Rura Penthe
- Jeremy Roberts (VF : Jérôme Keen) : lieutenant-commandant Dimitri Valtane, officier scientifique de l'USS Excelsior
- Paul Rossilli (VF : Hervé Bellon) : général Kerla, conseiller militaire des chanceliers Gorkkon et Azetbur
- B.J. Davis : premier maître Burke, garde de la salle de téléportation
- Alan Marcus : premier maître Samno, garde de la salle de téléportation
- Angelo Tiffe : navigateur de l'USS Excelsior
- John Bloom : le béhémoth alien
- Christian Slater (VF : Philippe Peythieu) : officier de communication de l'USS Excelsior
- Jim Boeke et Matthias Hues : généraux klingons
- Darryl Henriques (en) (VF : Roland Timsit) :ambassadeur Nanclus de l'empire stellaire romulien
- René Auberjonois (VF : Michel Derain) : colonel West (non crédité - coupé dans la version cinéma)

## Production

### Développement
Après l'échec critique et public du précédent film Star Trek 5 : L'Ultime Frontière (1989), toute l'équipe de production se demande si la saga parviendra à se « relever ». Alors que le 25e anniversaire de la série originale en 1991 approche, le producteur Harve Bennett souhaite réutiliser une idée qu'avait eue Ralph Winter pour le 4e film : une préquelle de la saga avec des versions jeunes de Kirk et Spock à l'Académie de Starfleet. Cela permettait également de pouvoir faire un film si les acteurs originaux ne voulaient pas revenir. Harve Bennett et David Loughery (scénariste de Star Trek 5 : L'Ultime Frontière) écrivent alors un script intitulé The Academy Years, dans lequel Leonard McCoy raconte à des jeunes de l'Académie comment il a rencontré Kirk et Spock. L'histoire montre également la jeunesse de Kirk et Spock, ainsi que leur rencontre avec Montgomery Scott. Le script inclut également George Kirk, le père du Capitaine Kirk, qui est pilote présumé mort après une expérience avec Scott. Par ailleurs, l'histoire se déroule à une époque de la Fédération des planètes unies où le racisme est assez présent, notamment envers Spock. Le personnage de Christine Chapel apparait également.
James Doohan, interprète de Montgomery Scott, se plaint que le patron de la Paramount Frank Mancuso ait renvoyé Harve Bennett, à la suite des mauvaises réactions de certains acteurs, de Gene Roddenberry et des fans. Même après avoir réécrit le scénario pour inclure William Shatner et Leonard Nimoy, Harve Bennett est mis de côté par la Paramount et décide qu'il est temps de quitter la franchise Star Trek : « On m'a offert 1,5 million pour faire Star Trek VI et j'ai dit “Merci, je ne veux pas faire ça. Je veux faire l'Académie” ».
L'acteur Walter Koenig, interprète de Pavel Chekov, approche ensuite Frank Mancuso pour lui proposer une histoire nommée In Flanders Fields (titre original du poème traduit en français par Au champ d'honneur). Dans cette histoire, les Romuliens s'associent à la Fédération en guerre avec les Klingons. Tout l'équipage original de l’Enterprise, excepté Spock, se voit refuser l'autorisation de partir en mission après avoir échoué aux tests d'aptitude. Spock et son nouvel équipage sont ensuite capturés par une race alien inconnue. L'ancien équipage de l’Enterprise doit alors aller à leur secours. À la fin de ce projet de script, seuls McCoy et Spock survivent.
Frank Mancuso demande à Leonard Nimoy de concevoir une histoire qui servirait de « chant du cygne » à tous les acteurs de la série originale et des films précédents. Avec les scénaristes Mark Rosenthal et Lawrence Konner, il suggère que Kirk rencontre Jean-Luc Picard, personnage principal de Star Trek : La Nouvelle Génération, mais les producteurs de la série refusent. Nicholas Meyer, réalisateur de Star Trek 2 : La Colère de Khan et coscénariste de Star Trek 4 : Retour sur Terre, est approché pour une éventuelle idée, mais il n'en a aucune. Ralph Winter, qui a rejoint le projet après le départ de Harve Bennett, explique que la Paramount voulait à tout prix sortir le film pour les 25 ans de Star Trek mais le réaliser à faible coût.
En visite chez Nicholas Meyer, Leonard Nimoy évoque l'idée d'un mur de Berlin dans l'espace et d'un parallèle entre les Klingons et l'URSS. Captivé par l'idée de l'acteur, Nicholas Meyer l'explore davantage et envisage alors une histoire débutant avec une explosion intergalactique similaire à la catastrophe nucléaire de Tchernobyl qui provoquerait la disparition de l'empire Klingon. Toute l'histoire s'articule autour du climat politique de l'époque ; c'est ainsi que le personnage de Gorkon est inspiré par Mikhaïl Gorbatchev. Au travers de la métaphore de l'empire Klingon, le scénario illustre également l'effondrement du bloc communiste entraînant une rencontre entre les deux superpuissances de l'époque (sommet américano-soviétique de 1991). Coïncidence ou pas, « Praxis » est un euphémisme utilisé par le communiste Antonio Gramsci à la place de « marxisme » et la première syllabe du nom des réformateurs en faveur de la paix est la même (Gorkon dans Star Trek et Gorbatchev en URSS). Nicholas Meyer a également l'idée d'un Klingon pacifiste notamment inspiré d'Abraham Lincoln, Anouar el-Sadate ou encore Gandhi. La femme de Nicholas Meyer l'encourage à réaliser le film.
Nicholas Meyer collabore avec son ami Denny Martin Flinn pour développer davantage le scénario. Ils correspondent par courriel car Nicholas Meyer vit en Europe et Denny Martin Flinn à Los Angeles. Denny Martin Flinn écrit toute la journée et envoie ses ébauches le soir à Nicholas Meyer, qui fait des retouches. Ils doivent également composer avec les changements demandés par les acteurs. Ayant appris que ce sera sûrement le dernier film avec le casting original, Denny Martin Flinn écrit une scène d'ouverture qui revient sur le passé de l'équipage avant qu'ils sortent de leur retraite pour une ultime mission. Il développe le passé des personnages avant leur arrivée sur l’Enterprise et leur ajoute une touche d'humanité. Dans une scène, Spock incarne Polonius dans une version vulcaine de Hamlet, Sulu conduit un taxicab dans une immense métropole. Dans une des versions, l'histoire débute par Sulu voulant sortir ses équipiers de leur retraite : l'emplacement géographique de Spock est classifié, Kirk doit se marier avec Carol Marcus, McCoy est ivre à l'occasion d'un repas, Scotty enseigne l'ingénierie, Uhura présente une émission de radio et Chekov joue aux échecs dans un club. Cette introduction du film est refusée en raison du coût des lieux « exotiques » de tournage qui aurait fait grimper le budget à 50 millions de dollars selon Finn.
Le script est achevé en octobre 1990, cinq mois après que Leonard Nimoy a été approché pour écrire l'histoire. Les mois qui suivent servent alors à améliorer le budget : après la déception au box-office de L'Ultime Frontière, la Paramount ne voulait pas dépasser le budget du précédent film.

### Attribution des rôles
Le rôle de Gorkon a été proposé à Jack Palance, mais il est pris par le tournage de La Vie, l'Amour, les Vaches. Le rôle revient finalement à David Warner, qui avait déjà incarné un autre personnage dans le film précédent, Star Trek 5 : L'Ultime Frontière.
Le mannequin américain d'origine somalienne Iman incarne Martia. Le coscénariste Denny Martin Flinn avait cependant imaginé Sigourney Weaver en écrivant le personnage.
La directrice de casting du film Mary Jo Slater a offert un petit rôle à son fils Christian Slater, qui incarne un officier de communications de l’Excelsior qui réveille le capitaine Hikaru Sulu.

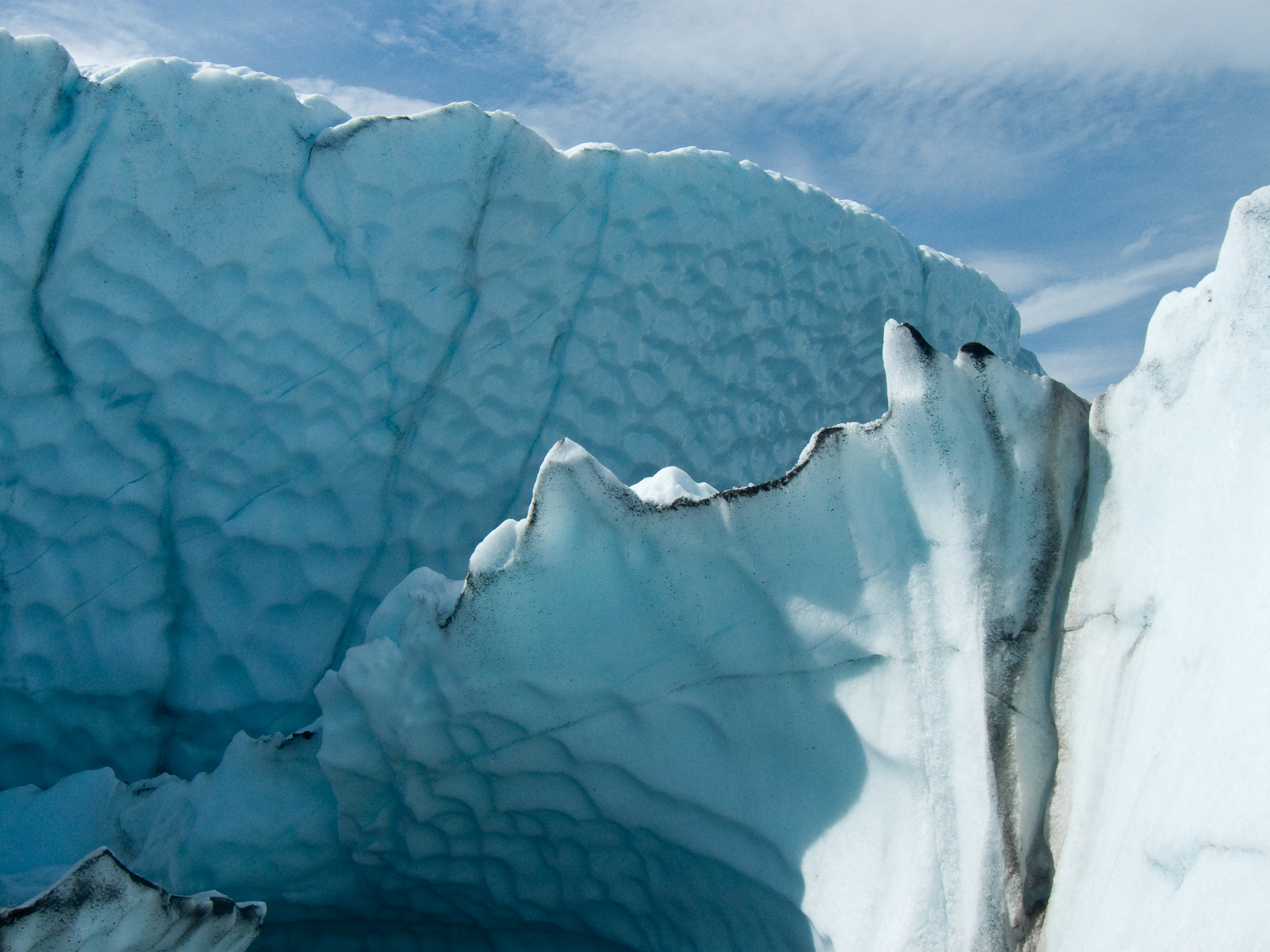
Le glacier Knik en Alaska a servi de décor naturel pour Rura Penthe.

René Auberjonois, qui incarne ici le Colonel West, tiendra deux ans plus tard le rôle d'Odo dans la série Star Trek: Deep Space Nine.

### Tournage
Le tournage a lieu du 16 avril 1991 au 2 juillet 1991,.
Le film est tourné en partie aux Paramount Studios. Juste à côté, Garry Marshall tournait son film Frankie et Johnny. Dans une certaine scène, Al Pacino devait ouvrir une porte et simuler l'étonnement. Pour lui faciliter la tâche, le réalisateur a demandé en secret à William Shatner et Leonard Nimoy de se placer de l'autre côté de la porte
Les scènes sur la planète glaciaire où Kirk et McCoy sont prisonniers ont été tournées sur le glacier Knik en Alaska. Par ailleurs, les intérieurs de la prison sont filmés dans de vraies caves à Griffith Park à Los Angeles.

### Musique
Albums de Cliff Eidelman
Un crime dans la tête
(1991) Christophe Colomb : La Découverte
(1992)
Bandes originales de Star Trek
Star Trek 5 : L'Ultime Frontière
(1989) Star Trek : Générations
(1994)
Cliff Eidelman a composé la bande originale. C'est son unique contribution à la saga.
Liste des titres
1. Overture (2 min 57 s)
2. An Incident (53 s)
3. Clear All Moorings (1 min 39 s)
4. Assassination (4 min 45 s)
5. Surrender for Peace (2 min 46 s)
6. Death of Gorkon (1 min 10 s)
7. Rura Penthe (4 min 22 s)
8. Revealed (2 min 38 s)
9. Escape from a Rura Penthe (5 min 34 s)
10. Dining on Ashes (1 min 00 s)
11. The Battle for Peace (8 min 03 s)
12. Sign Off (3 min 13 s)
13. Star Trek VI Suite (6 min 18 s)

#### Réédition
En 2012, Intrada Records réédite la bande originale dans un double album. Le premier CD contient des morceaux non commercialisés et le 2e CD reprend l'album original de 1991.
| Disque 1 (67 min 14 s) 1. Overture (3 min 02 s) 2. The Incident (1 min 09 s) 3. Spacedock/Clear All Moorings (1 min 59 s) 4. Spock's Wisdom (3 min 13 s) 5. Guess Who's Coming (49 s) 6. Assassination (2 min 16 s) 7. Surrender for Peace (2 min 48 s) 8. The Death of Gorkon (2 min 07 s) 9. The Trial/Morally Unjust Evidence (1 min 13 s) 10. Sentencing (1 min 02 s) 11. Rura Penthe/First Sight of Rura Penthe (4 min 09 s) 12. Alien Fight (1 min 05 s) 13. First Evidence/The Search (1 min 33 s) 14. Escape From Rura Penthe (5 min 35 s) 15. The Mirror (1 min 17 s) 16. Revealed (2 min 48 s) 17. Mind Meld (2 min 06 s) 18. Dining on Ashes (1 min 01 s) 19. The Battle for Peace 20. Final Chance for Peace/The Final Count (8 min 15 s) 21. The Undiscovered Country (1 min 07 s) 22. Sign Off (3 min 16 s) 23. Star Trek VI End Credits Suite (6 min 17 s) 24. Trailer (take 10) (2 min 23 s) 25. Guess Who's Coming (alternate) (51 s) 26. Sign Off (alternate) (3 min 31 s) 27. Trailer (take 2) (2 min 20 s) | Disque 2 (45 min 17 s) 1. Overture (2 min 57 s) 2. An Incident (53 s) 3. Clear All Moorings (1 min 39 s) 4. Assassination (4 min 45 s) 5. Surrender for Peace (2 min 46 s) 6. Death of Gorkon (1 min 10 s) 7. Rura Penthe (4 min 22 s) 8. Revealed (2 min 38 s) 9. Escape from a Rura Penthe (5 min 34 s) 10. Dining on Ashes (1 min 00 s) 11. The Battle for Peace (8 min 03 s) 12. Sign Off (3 min 13 s) 13. Star Trek VI Suite (6 min 18 s) |

## Accueil

### Box-office
C'est l'un des moins bons films de la saga au box-office américain, arrivant 9e sur 12.
| Pays / Région | Box-office         | Nombre de semaines | Classement TLT | Source        |
| Paris         | 31 872 entrées     | -                  | -              | JP box-office |
| France        | 58 284 entrées     | -                  | -              | JP box-office |
| États-Unis    | 74 888 996 dollars | 8                  | -              | JP box-office |
| Mondial       | 96 888 996 dollars |                    | -              | JP box-office |

## Distinctions

### Récompenses
- Saturn Awards 1993 : Meilleur film de science-fiction[27]

### Nominations
- Oscars 1992 :
  - Meilleur montage de son
  - Meilleur maquillage
- prix Hugo 1992 : Meilleur film dramatique
- Saturn Awards 1993 :
  - Meilleurs costumes
  - Meilleure actrice dans un second rôle (Kim Cattrall)
  - Meilleur scénario

## Autour du film

### Commentaires
- Gene Roddenberry, concepteur original de la série Star Trek, est mort trois jours après avoir visionné le film[18]. Le film lui est dédié au tout début du générique d'entrée. Le film marque également la dernière apparition de DeForest Kelley (docteur Mc Coy) dans la fresque cinématographique avant son décès.
- La peur du changement est ici un des thèmes principaux, comme le résume l'une des citations tirées d'Hamlet de William Shakespeare (et qui ont le don d'agacer le docteur Mac Coy) : « Le futur est une Terre inconnue », ici reprise par le chancelier klingon, dont le rôle essentiel de négociateur et d'homme de paix s'inscrit parfaitement dans le cadre général de l'utopie « startrekienne ».
- Le colonel Worf qui apparaît dans ce film serait le grand-père du Worf de Star Trek : La Nouvelle Génération.
- Monsieur Spock cite une phrase du célèbre écrivain Sir Arthur Conan Doyle considérée comme étant la maxime légendaire du détective Sherlock Holmes sa "créature": " Un de mes ancêtres soutenait que si vous éliminiez l'impossible, ce qui demeurait, quoique improbable, ne pouvait être que la vérité."  Telle est la phrase de Doyle prononcée par Spock dans le film. Il s'agit sans nul doute d'une référence à Isaac Asimov, un ami proche de Gene Roddenberry, un grand auteur d'ouvrages de science-fiction et de nouvelles policières et par conséquent un passionné de Sherlock Holmes.

### Clins d’œil
- Le nom de la planète-prison de glace, Rura Penthe, est une référence au film Vingt mille lieues sous les mers de Richard Fleischer : c'est le nom du camp d'esclaves, qui a inspiré au capitaine Nemo sa haine contre la société.
- Le discours fait à l'arrivée de Kirk et McCoy sur la planète Rura Penthe est un hommage à celui fait par le colonel Saito aux Anglais dans le film Le Pont de la riviere Kwai de David Lean[28].
- La scène à bord de l’USS Excelsior pendant l'explosion de Praxis sera recréée et développée 5 ans plus tard dans l'épisode Flashback de la saison 3 de Star Trek : Voyager à l'occasion des 30 ans de Star Trek, avec la plupart des acteurs de la scène d'origine en invités, dont George Takei.
- Quand le capitaine Kirk invite Gorkon à dîner à bord de l'Entreprise, Chekov dit « Guess Who's Coming to Dinner » (« Devine qui vient dîner ce soir » en VF), référence au titre du film de Stanley Kramer sorti en 1967.